# Сер (Сату Маре)
Сер (рум. Ser) насеље је у Румунији у округу Сату Маре у општини Богданд. Oпштина се налази на надморској висини од 196 m.

## Становништво
Према подацима из 2002. године у насељу је живело 815 становника.

### Попис2002.
| Расподела становништва по националности 2002.‍ | Расподела становништва по националности 2002.‍ | Расподела становништва по националности 2002.‍ | Расподела становништва по националности 2002.‍ | Расподела становништва по националности 2002.‍ |
| --------------------------------------------- | --------------------------------------------- | --------------------------------------------- | --------------------------------------------- | --------------------------------------------- |
|                                               |                                               |                                               |                                               |                                               |
| Румуни                                        | Румуни                                        |                                               | 29                                            | 3,6%                                          |
| Мађари                                        | Мађари                                        |                                               | 781                                           | 95,8%                                         |
| Роми                                          | Роми                                          |                                               | 5                                             | 0,6%                                          |